# Liste des derniers responsables des apskritys lituaniens
Cette page dresse la liste des responsables des 10 apskritys lituaniens. D’une part, les conseillers auprès du premier ministre pour le développement régional ; d’autre part, les représentants de l’État dans les apskritys.
Le 1er juillet 2010, les postes de gouverneur et les administrations des apskritys ont été supprimés. À cette date, les gouverneurs en poste sont devenus conseillers auprès du premier ministre pour le développement régional et représentants du gouvernement dans les conseils régionaux de développement.

## Responsables des apskrytis
| Apskrytis   | Statut                         | Nom                 | Depuis (le)      |
| ----------- | ------------------------------ | ------------------- | ---------------- |
| Alytus      | Conseiller du premier ministre | Laimonas Paura      | Septembre 2010   |
| Alytus      | Représentant du gouvernement   | Algimantas Pipiras  | 2007             |
| Kaunas      | Conseiller du premier ministre | Ona Balžekienė      | Décembre 2008    |
| Kaunas      | Représentant du gouvernement   | Rasa Noreikienė     | .../2010         |
| Klaipėda    | Conseiller du premier ministre | Arūnas Burkšas      | 19 décembre 2008 |
| Klaipėda    | Représentant du gouvernement   | Daiva Kerekeš       | 2011             |
| Marijampolė | Conseiller du premier ministre | Birutė Kažemėkaitė  | Décembre 2008    |
| Marijampolė | Représentant du gouvernement   | Paulius Uleckas     | 2008             |
| Panevėžys   | Conseiller du premier ministre | Viktor Trofimov     | Décembre 2008    |
| Panevėžys   | Représentant du gouvernement   | Leonas Alesionka    | 2003             |
| Šiauliai    | Conseiller du premier ministre | Rimundas Domarkas   | 20 décembre 2008 |
| Šiauliai    | Représentant du gouvernement   | Jonas Novogreckis   | 2011             |
| Tauragė     | Conseiller du premier ministre | Raimundas Vaitiekus | 27 juillet 2009  |
| Tauragė     | Représentant du gouvernement   | Irena Ričkuvienė    | 2011             |
| Telšiai     | Conseiller du premier ministre | Vidimantas Domarkas | 20 décembre 2008 |
| Telšiai     | Représentant du gouvernement   | Algimantas Čepys    | .../2010         |
| Utena       | Conseiller du premier ministre | Egidijus Puodžiukas | 15 décembre 2008 |
| Utena       | Représentant du gouvernement   | Algirdas Petrikas   | 2007             |
| Vilnius     | Conseiller du premier ministre | (vacant)            | 2010             |
| Vilnius     | Représentant du gouvernement   | Jurgis Jurkevičius  | .../2010         |

## Note(s)
1. 1 2 3 4 5 6 7 8  Gouverneur jusqu’au 1er juillet 2010.